# Lumbrineris vanhoeffeni
Lumbrineris vanhoeffeni is een borstelworm uit de familie Lumbrineridae. Het lichaam van de worm bestaat uit een kop, een cilindrisch, gesegmenteerd lichaam en een staartstukje. De kop bestaat uit een prostomium (gedeelte voor de mondopening) en een peristomium (gedeelte rond de mond) en draagt gepaarde aanhangsels (palpen, antennen en cirri).
Lumbrineris vanhoeffeni werd in 1898 voor het eerst wetenschappelijk beschreven door Michaelsen.